# Bibliothek für Gestaltung Basel
Die Bibliothek für Gestaltung Basel ist eine öffentliche Fachbibliothek in Münchenstein bei Basel.

## Allgemeines
Die Bibliothek für Gestaltung wurde ursprünglich eingerichtet für die Allgemeine Gewerbeschule und das Gewerbemuseum Basel. Von 1893 bis 2017 befand sie sich an der Spalenvorstadt 2, seit 2018 ist sie auf dem Dreispitz. Die Bibliothek ist der Schule für Gestaltung Basel zugeordnet. Sie ist ein Informationszentrum von überregionaler Bedeutung für den Bereich der Gestaltung und der visuellen Kultur im Allgemeinen. Mit der integrierten Stiftung Gartenbaubibliothek Basel liegt zudem ein besonderer Fokus auf der Freiraumgestaltung.

## Spezialsammlungen
In Ergänzung zum angebotenen Literaturangebot ist die Bibliothek für Gestaltung Basel im Besitz verschiedener Spezialsammlungen, deren Ursprung in den zu Beginn des 20. Jahrhunderts für den Unterricht an der Gewerbeschule angelegten Vorbildersammlungen liegt. Diese Bestände wurden im Laufe der Zeit durch eine Reihe von Erwerbungen und Schenkungen erweitert. Darunter ist u. a. eine von Jan Tschichold angelegte Sammlung mit Beispielen Neuer Typografie und Foto-Grafik aus den 1920er- und 1930er-Jahren.